# Łąkta (dopływ Dunajca)
Łąkta – potok, lewy dopływ Dunajca. Do 1905 r. koryto potoku biegło przez Podegrodzie wzdłuż drogi powiatowej Chełmiec – Gołkowice, a obecnie płynie skrótem wprost do Dunajca.
Według etymologów słowo łąkta wywodzi się z języka prasłowiańskiego i oznacza zakręt, zagięcie terenu. Nazwa potoku została zaczerpnięta jako określenie jednego z osiedli Podegrodzia przez które przepływa.
Łąkta wypływa na wysokości ok. 450 m n.p.m. w Rogach. Potok spływa w kierunku wschodnim do Kotliny Sądeckiej. Posiada jeden dopływ i jest nim strumyk Kopaliny. Łąkta przepływa kolejno przez Rogi, Juraszową, Podegrodzie. Uchodzi do stawu na wysokości 310 m. Staw natomiast połączony jest z Dunajcem.
Potok na wysokości Podegrodzia jest uregulowany hydrotechnicznie. Górny bieg nie jest uregulowany, gdyż dno doliny potoku głęboko wcina się w okoliczne wzgórza, co jest przeszkodą w regulowaniu brzegów potoku. Charakteryzuje się dużymi i krótkotrwałymi wezbraniami wód po większych opadach. Transportuje wówczas duże ilości ziemi i mułu, erodując brzegi i dno.
Cały bieg potoku znajduje się na Kotlinie Sądeckiej.